# Symmetrisk grupp
Den symmetriska gruppen Sym(M) till en mängd M består av alla permutationer av M, d. v. s. bijektiva avbildningar från M till sig själv, med funktionssammansättning som gruppoperator.
De symmetriska grupperna till två mängder av samma kardinalitet är isomorfa. Man talar därför om den symmetriska gruppen på n element, och betecknar denna med Sn. Sn har n! element. Endast för n ≤ 2 är Sn abelsk.
För alla n ≥ 3, n ≠ 4 har Sn endast en icke-trivial normal delgrupp, den alternerande gruppen An, bestående av de jämna permutationerna. Gruppen S4 har dessutom den normala delgruppen Kleins fyragrupp.
Cayleys sats säger att varje grupp G är isomorf med en delgrupp till Sym(G) genom avbildningen
{\displaystyle g\mapsto (h\mapsto gh)}.
Symmetriska grupperna är viktiga i flera matematiska områden, såsom Galoisteori, invariantteori, representationsteorin av Liegrupper och kombinatorik. 

## Notation
En permutation f av en ändlig mängd M kan noteras som en tabell, där första raden är en listning av M och andra raden består av bilderna av motsvarande element på första raden.
{\displaystyle {\begin{bmatrix}x_{1}&x_{2}&\dots &x_{n}\\f(x_{1})&f(x_{2})&\dots &f(x_{n})\end{bmatrix}}}
En annan notation är den så kallade cykliska notationen, där varje element skrivs som en produkt av cykler
{\displaystyle (x\ f(x)\ f^{2}(x)\ \dots \ f^{n-1}(x))}
där {\displaystyle f^{n}(x)=x}. Cykler av längd ett brukar utelämnas som underförstådda.
Exempel: {\displaystyle {\begin{bmatrix}1&2&3&4&5&6\\1&3&5&6&2&4\end{bmatrix}}={\begin{pmatrix}2&3&5\end{pmatrix}}{\begin{pmatrix}4&6\end{pmatrix}}}.
Nedan ges en listning av alla element i {\displaystyle S_{3}} i de båda notationerna. 
| {\displaystyle {\begin{bmatrix}1&2&3\\1&2&3\end{bmatrix}}} | {\displaystyle {\begin{bmatrix}1&2&3\\2&1&3\end{bmatrix}}} | {\displaystyle {\begin{bmatrix}1&2&3\\3&2&1\end{bmatrix}}} | {\displaystyle {\begin{bmatrix}1&2&3\\1&3&2\end{bmatrix}}} | {\displaystyle {\begin{bmatrix}1&2&3\\2&3&1\end{bmatrix}}} | {\displaystyle {\begin{bmatrix}1&2&3\\3&1&2\end{bmatrix}}} |  |
| ()                                                         | (1 2)                                                      | (1 3)                                                      | (2 3)                                                      | (1 2 3)                                                    | (1 3 2)                                                    |  |

## Presentation
En presentation av den symmetriska gruppen Sn ges av generatorerna σ1, σ2, ..., σn-1 och relationerna:
- {\displaystyle \sigma _{i}^{2}=1\,}
- {\displaystyle \sigma _{i}\sigma _{j}=\sigma _{j}\sigma _{i}\quad {\textrm {om}}~~j\neq i\pm 1}
- {\displaystyle \sigma _{i}\sigma _{i+1}\sigma _{i}=\sigma _{i+1}\sigma _{i}\sigma _{i+1}\,}